# 基因治療
基因治療或基因療法（英語：gene therapy）是利用分子生物學方法將目的基因導入患者體內，使之達成目的基因產物，從而使疾病得到治療，為現代醫學和分子生物學相結合而誕生的新技術。基因治療作為疾病治療的新手段，它已有一些成功的應用，並且科學突破將繼續推動基因治療向主流醫療發展。
科學家尝试將基因直接植入人體細胞中，其中，重点關注一些由單基因缺陷引起的疾病，如囊腫性纖維化，血友病，肌肉萎縮症和鐮狀細胞性貧血。不過，由於攜帶大段DNA並將其置入基因組的正確的位置非常困难，这种技术没有得到普及。今天，大多數的基因治療研究的目的都是弥补癌症和遺傳疾病的基因缺陷或丢失。
科学家曾尝试用此方法去治疗一种叫严重免疫缺陷综合征（Severe Combined Immunodeficiency, SCID）的疾病，并得到一定的成果。基本原理是用已经被驯化了的病毒携带健康的基因，植入病人的细胞里，以此去修补本身有缺陷的基因。
应用肿瘤抑制基因（抑癌基因），对癌症进行靶向治疗，是基因治療领域里重要的研究项目。目前应用较多的是p53抑瘤蛋白基因。

## 類型
種系基因療法
在種系基因治療的情況下，生殖細胞，即精子或卵子，通常依據功能基因被修改整合進入基因組中。因此，這種通過治療後的改變可以遺傳且能傳給後代。這種新的方法，從理論上說，應該會對基因性疾病和遺傳性疾病的對抗非常有效。然而，因為種種技術與倫理問題，許多司法管轄區禁止在人類身上應用這一治療手段 。

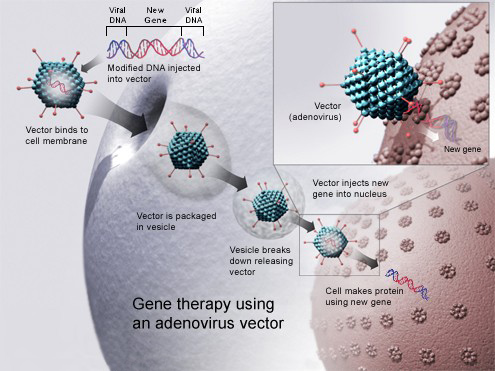
基因治療用腺病毒載體。使用腺病毒的新基因插入細胞。如果治療是成功的，新的基因，將產生功能性蛋白來治療疾病。

體細胞基因治療(Somatic gene therapy)
在體細胞基因治療的情況下，治療基因轉移到病人的體細胞。任何基因的修改和產生的效果將只體現在接受治療的病人身上，並不會被病人的子女或後人繼承，這主要與體細胞的性質與功能有關。

## 載體

### 病毒载体
病毒会与他們的宿主細胞結合，引入它們的遺傳物質作為其宿主細胞複製循環的一部分。這種遺傳物質包含病毒的基本信息，比如如何產生這些病毒的副本，如何破壞人體的正常生產機制以滿足該病毒的需要。宿主細胞將執行這些指令併產生更多的病毒副本，以至于越來越多的正常細胞将受到感染。某些類型的病毒將自己的基因插入到宿主的基因組，但自己並不進入細胞；还有的病毒可以偽裝成蛋白質分子穿透細胞膜進入細胞(例如腺病毒会被内吞到内体复合体从而进入细胞)。 
病毒有兩種類型的轉化：裂解和溶源。裂解性病毒DNA插入後不久，在該病毒生长期中的裂解期，细胞裂解液中数目急剧增加的病毒会被释放，感染更多的細胞。溶源性病毒整合自己的DNA到宿主細胞DNA中，並可能在體內存活好幾年才爆发。該病毒感染的宿主細胞也並不會造成身体傷害，直到被觸發引起宿主细胞破裂，釋放宿主細胞DNA来產生新的病毒。如SARS病毒和愛滋病毒就是溶源性病毒。一些科學家認為，如果他們找到其觸發來源，他們將能夠阻止整個身體不斷複製該病毒。

#### 反轉錄病毒
反轉錄病毒的遺傳本質是RNA分子，而其宿主細胞的遺傳物質是DNA。當反轉錄病毒感染宿主細胞，其RNA將與逆轉錄酶和整合酶共同作用，从而進入細胞。這種病毒的RNA分子必須反轉錄產生對應的DNA分子，才能与宿主細胞的遺傳物質相結合。這種由一個RNA分子得到其对应DNA的過程稱為反轉錄，反轉錄過程在病毒攜帶的逆轉錄酶作用下完成。此后，反轉錄產生的DNA必須納入宿主細胞DNA分子中，此過程在整合酶作用下進行。此时宿主細胞已包含病毒的遺傳物質，如果宿主細胞分裂，其後代都將包含病毒的遺傳物質，但这些基因有时并不会及時表達。有時使用反轉錄病毒进行基因治療会出现問題，整合酶会随机插入到宿主遺傳物質中病毒基因組的任意位置，如果恰好在宿主細胞的一個正常基因的中間插入，正常基因將被破壞，稱為插入突變；如果恰好插入的是調節細胞分裂的基因，那麼插入後細胞分裂失控，即癌症可能發生。譬如使用逆转录病毒载体治疗的10例X连锁重度复合型免疫缺陷病(X-SCID)，患者中，有4例因载体整合在原癌基因LMO2等的附近，激活下游基因的表达而罹患白血病。但此問題最近開始得到解決，比如利用锌指核酸酶技术在干细胞的DNA的安全位点插入野生型珠蛋白基因，基因编辑后获得的含正常β-珠蛋白基因的干细胞分化形成的红细胞能表达正常的β-珠蛋白。

#### 腺病毒
腺病毒是以雙鏈DNA為遺傳物質的病毒。他們引起人類呼吸道、腸道、和眼睛感染（尤其是上呼吸道感染）。當這些病毒感染宿主細胞時，会將它們的DNA引入到宿主的DNA分子中。腺病毒遺傳物質DNA分子在宿主細胞的核中自由存在，並像其他基因一樣轉錄。唯一不同的是，這些基因在細胞分裂時不會複製，其後代細胞將不會有這種基因。這個載體系統已用於治療癌症，並且第一個基因治療產品即用於癌症的治療。腺病毒Gendicine是以p53基因的腺病毒為基礎的基因療法，在2003年被中國食品監督局SFDA（现更名为国家食品药品监督管理总局CFDA）批准用於治療頭頸部癌症。 關於腺病毒載體的擔憂在1999年傑西基辛格(Jesse Gelsinger)死後被提出來予以重視。從那時起，利用腺病毒載體進行基因治療的工作重點便被放在病毒的遺傳學缺陷上。

#### 腺相關病毒
腺相關病毒，來自於parvovirus病毒家族，是擁有單鏈DNA的基因組的小型病毒。野生型腺相關病毒的遺傳物質可以有近100％的準確性插入在19號染色體上的特定位點。但是，重組腺相關病毒，其中不包含任何病毒基因只有治療基因，不整合到基因組中。相反，重組病毒在其兩端通過ITR（末端反向重複）重組基因融合，形成圓環式可表達的基因組。同時這種病毒的利用也有一些缺點，其中包括可攜帶DNA及其少量（低容量），並且生產它存在難度。生產問題最近由Amsterdam Molecular Therapeutics得到解決。這類型的病毒正在使用階段，但是，因為它不具有致病性（大多數人攜帶這種無害的病毒）。與腺病毒不同的是，與大多數腺相關病毒治療的人不會建立一種免疫應答來清除它。腺相關病毒的試驗仍在進行中或準備中，主要是用於治療肌肉和眼部疾病，病毒似乎對於這兩種組織特別有用。然而，臨床試驗也已展開腺相關病毒載體用於基因傳遞到大腦的實驗。這是很可能的，因為腺病毒能夠感染非分裂（靜態）細胞，如它們的基因組中神經元長時間表達。

#### 病毒載體的蛋白質包被的假型化
上述的病毒載體具有天然宿主的細胞群，他們感染最有效。逆轉錄病毒的天然宿主細胞的範圍有限，雖然腺病毒和腺相關病毒能夠有效感染相對範圍內的細胞，但某些細胞類型很難控制並駕馭這些病毒體。進入易感細胞是由病毒表面的蛋白包膜介導的。逆轉錄病毒和腺相關病毒有一個單一的蛋白質包被膜，而腺病毒有包膜蛋白和纖維共同交聯於病毒表面。對這些病毒的包膜蛋白結合到每個細胞表面分子，如heparin sulfate，他們定位在潛在寄主的表面，像特定的蛋白質受體一樣。進入潛在寄主需要宿主細胞表面蛋白與病毒表面蛋白很好的相互作用。根據基因治療的目的，我們應該盡量控制細胞的易感性適中。為此，許多載體發展到 內源性病毒包膜蛋白已被其他病毒包膜蛋白或嵌合體蛋白所取代。這種嵌合體包含病毒蛋白必須的部分，可以協同進入寄主並且與宿主細胞蛋白相互作用。其中包膜蛋白病毒已被描述成pseudotyped viruses。例如，最流行的基因治療試驗中使用的逆轉錄病毒載體是lentivirusSimian免疫缺陷病毒包膜蛋白-G蛋白，來自Vesicular stomatitis virus。

#### 順式反式作用元件
複製缺陷型載體始終包含一個「傳輸結構」。它攜帶那些對基因功能執行相關的基因序列，包裝序列，複製和在必要時啟動反轉錄。這些均是順式作用元件。反式作用元件是病毒性的元素，它可以在不同的DNA分子進行編碼。例如，病毒結構蛋白可以從不同的基因組元件進行表達。

#### 單純皰疹病毒
單純皰疹病毒是一種人類嗜神經病毒。這主要是研究基因在神經系統的傳遞。野生型HSV - 1的病毒能夠感染細胞。受感染的神經元都沒有能夠對抗的免疫系統。雖然沒有轉錄病毒潛伏明顯，它具有神經元特異性啟動子，可以繼續正常工作。單純皰疹病毒抗體- 1比較常見，但皰疹病毒感染的併發症很罕見。

### 非病毒方法
非病毒的方法比某些病毒方法更有優勢，因為其大規模生產的簡單工藝和低免疫原性。在此之前，轉染和基因表達水平低的缺點是非病毒基因治療十分困難。然而，在載體技術的最新進展下，這種手段與病毒式治療異曲同工。

#### 裸露DNA
這就是非病毒轉染的最簡單方法。臨床試驗已成功進行了一些裸露DNA質體的肌肉注射，但是相比其他的轉染方法，其表達非常低。除了質體實驗，naked PCR的試驗也有開展並取得一定的成功。這一成功為更有效的方法提供可能，諸如電穿孔儀（electroporation）, 聲孔作用（sonoporation）,還有基因槍的應用，其中利用高壓氣體擊中包覆DNA的金粒子進入細胞.

#### 寡核苷酸
合成的寡核苷酸的用途是滅活疾病過程有關的基因。其中有幾種方法達到這一目的。將目的基因antisense達到破壞基因轉錄的目的。另一種小分子RNA稱siRNA，利用它來標記細胞，在mRNAh缺陷基因轉錄中分開特定的序列，從而打斷缺陷mRNA的表達，即基因的表達。還有一種更優方法，使用雙鏈寡核苷酸作為轉錄因子激活靶基因的轉錄。轉錄因子結合，而不是有缺陷的基因，從而降低了目的基因的轉錄，降低表達。此外，單鏈寡核苷酸DNA已被用來指導一個突變基因的單鹼基改變。寡核苷酸介導的基因修復，有針對性的基因修復，或有針對性的核苷酸改變成為熱點。

#### Lipoplexes and polyplexes
為了提高新的DNA進入細胞內，DNA必須得到保護，免受損害，其進入細胞必須提供便利。為此新的分子lipoplexes和polyplexes，已經成功創建，有能力保護降解過程中的DNA轉染。質體DNA可包被脂質，形態有膠束或脂質體。當結構物質複合DNA的成為lipoplex。有三種類型的脂質，陰離子（負電荷），中性，或陽離子（帶正電）。起初，陰離子和中性脂質被用於建立lipoplexes來合成載體。然而，在事實的，很少有與他們相關的毒性，它們與體液兼容，但根據組織特異性可適應也有可能，陽離子脂質，由於其正電荷，首次使用帶負電荷的DNA分子凝聚，以促進脂質體DNA導入的封裝。後來人們發現，利用陽離子脂質顯著提高了lipoplexes穩定。另外由於他們負責的結果，陽離子脂質體與細胞膜相互作用，內吞作用被廣泛認為是主要路線，使細胞吸收lipoplexes。內涵體的形成，作為內吞作用的結果，但是，如果破壞細胞質內體膜釋放基因仍不能成功，它們將被溶酶體消化。有人還發現，雖然可以濃縮陽離子脂質和脂質體封裝到的DNA，但由於能力在「內體逃離」方面的不足，轉染效率非常低。然而，當助手脂類（通常電中性脂肪，如塗料）分別加入，形成lipoplexes，可以觀察到更高的轉染效率。後來，有人想出了某些脂類有能力顛覆內體膜，以便DNA逃脫從內體，因此那些被稱為脂質膜融合脂質。雖然陽離子脂質體載體已被廣泛用作傳遞一種替代基因，陽離子脂質劑量依賴性毒性也可能會限制他們的治療用途。lipoplexes的使用最普遍的基因已經被轉移到癌細胞，其中所提供的基因在細胞中激活腫瘤抑制基因的控制，降低致癌基因的活性。最近的研究表明lipoplexes可用於治療遺傳性疾病如囊性纖維化呼吸。DNA複合物與聚合物被稱為polyplexes。

### 混合方法
由於每一個基因轉移方法都是有缺陷的，開發有兩個或兩個以上相結合的混合方法的一些技術會更有效。 譬如Virosomesare結合脂質體滅活愛滋病病毒或流感病毒，這已被證明具有更有效的轉移方法，位於呼吸道上皮細胞相比於比任何單獨的病毒或脂質體。其他方法包括與orhybridising病毒混合陽離子脂質與其他病毒載體。

## 延伸閱讀
- Tinkov, S., Bekeredjian, R., Winter, G., Coester, C., Polyplex-conjugated microbubbles for enhanced ultrasound targeted gene therapy, 2008 AAPS Annual Meeting and Exposition, 16–20 November, Georgia World Congress Center, Atlanta, GA, USA, <https://web.archive.org/web/20120707180351/http://www.aapsj.org/abstracts/AM_2008/AAPS2008-000838.PDF>
- Gardlík R, Pálffy R, Hodosy J, Lukács J, Turna J, Celec P. . Med Sci Monit. Apr 2005, 11 (4): RA110–21  [2014-03-01]. PMID 15795707. （原始内容存档于2012-11-07）.
- Staff.  (FAQ). Human Genome Project Information. Oak Ridge National Laboratory. 18 November 2005  [28 May 2006]. （原始内容存档于2013-07-08）.
- Salmons B, Günzburg WH. . Hum Gene Ther. Apr 1993, 4 (2): 129–41. PMID 8494923. doi:10.1089/hum.1993.4.2-129.
- Baum C, Düllmann J, Li Z et al. . Blood. Mar 2003, 101 (6): 2099–114. PMID 12511419. doi:10.1182/blood-2002-07-2314.
- Horn PA, Morris JC, Neff T, Kiem HP. . Mol. Ther. Sep 2004, 10 (3): 417–31. PMID 15336643. doi:10.1016/j.ymthe.2004.05.017.
- Wang, Hongjie; Dmitry M. Shayakhmetov, Tobias Leege, Michael Harkey, Qiliang Li, Thalia Papayannopoulou, George Stamatoyannopolous, and André Lieber. . Journal of Virology. September 2005, 79 (17): 10999–1013. PMC 1193620 . PMID 16103151. doi:10.1128/JVI.79.17.10999-11013.2005.

## 外部連結
- Gene Therapy: Molecular Bandage? University of Utah's Genetic Science Learning Center
- The American Society of Gene & Cell Therapy （页面存档备份，存于）
- The European Society of Gene & Cell Therapy （页面存档备份，存于）
- Research Group at Cambridge, UK working on overcoming current hurdles to successful gene therapy （页面存档备份，存于）
- Council for Responsible Genetics
- Molecular Medicine and Gene Therapy at Lund University （页面存档备份，存于）
- Gene Therapy Frees β-Thalassemia Patient From Transfusions （页面存档备份，存于）
- Clinical Trial at Sloan Kettering （页面存档备份，存于）
- Stem Cell Therapy Trial Offers Hope （页面存档备份，存于）

Template:新兴技术